# Gieterse bok
De Gieterse bok is een klein houten bedrijfsvaartuig uit Giethoorn. Het is het grootste vaartuig uit de Giethoornse of, zoals men daar placht te zeggen en in literatuur is overgenomen te zeggen, Gieterse vaartuigenfamilie. De lengte van een bok bedraagt 11,5 tot 12,5 meter. Het vlak, de platte onderzijde van deze platbodem, is van vurenhout en is aan voor en achterkant ongeveer 5 cm naar boven bijgetild. Om dit in vergelijking met de andere boten uit de vaartuigenfamilie uit Giethoorn lange vaartuig stevigheid te geven bestaat de zijde uit twee gangen of boorden waarvan de bovenste dikker is. Deze zogenaamde randgarde steekt aan de buitenzijde uit en vormt aan de binnenzijde één geheel met de onderste boord. Boven op deze zijden kon een bok al dan een boeisel hebben. De Gieterse bok had zowel een recht vallende voor- als achtersteven. De binnenzijde heeft zowel aan de voorkant als aan de achterkant een dwarsschot dat het ruim in drie delen verdeelt. Tussen de dwarsschotten bevinden tussen de korven plankjes die uitneembaar zijn. Hierbovenop bevindt zich de buikdenning. Er is ook en type bok geweest met een kleine vooronder aan de voorzijde. Deze diende ter overnachting. Hier kon ook een kachel staan. Deze kopbokken konden 15 meter lang zijn.
Bokken werden doorgaans geboomd. Hierbij werd vaak gebruikgemaakt van loopplanken in de lengte van de boot waarover gelopen werd bij het varen. Bij gunstige wind kon een bok ook worden gezeild met behulp van een sprietzeil.
De bok werd gebruikt voor het zwaarste vrachtvervoer in de Kop van Overijssel en ook daarbuiten. Hij werd gebruikt voor het vervoer van mest, veen en turf. Ook werd de bok gebruikt voor hooitransport, waarbij het hooi hoog opgetast waarbij hij net onder de bruggetjes in Giethoorn paste. Koeien werden ook vaak per bok vervoerd waarbij ze, ongeveer 7 in getal, om en om met voor- en achterzijde in de bok stonden.
De bokken werden door de punterwerven dikwijls verhuurd, ook voor langere tijd. Vos had in 1965 een vloot van 100 vlotten en bokken. Deze vloot is de periode erna geleidelijk aan afgestoten. Bokken werden niet alleen in Giethoorn verhuurd, maar ook aan boeren en verveners in bijvoorbeeld Friesland en Drenthe. Een knecht van Vos heeft eens twee aan elkaar gebonden bokken op spierkracht naar Heerenveen gebracht. De bouw van bokken is in de tachtiger jaren van de twintigste eeuw bevorderd door subsidies waarvan bijvoorbeeld rietsnijders gebruikgemaakt hebben. De Gieterse bok heeft ook gediend als basis voor rondvaartboten.
Gieterse bok · Gieterse punter · Gieterse roeiboot · Giethoorns vlot